# Pablo y Carolina
Pablo y Carolina es una película de comedia romántica mexicana de 1955, dirigida por Mauricio de la Serna, y protagonizada por Pedro Infante e Irasema Dilián. Esta es la primera película de Pedro Infante filmada a color en general.

## Argumento
La señorita Carolina Sirol es hija de familia acomodada y tiene tres pretendientes, pero no sabe realmente a quién ama. En una de sus clases, escribe una carta a su amor ideal, de nombre Pablo Garza. Lo que ella ignora es que su amado existe, y vive en Monterrey. La carta llega a manos de Pablo, quien, forzado por su abuelo, viaja a la capital. Carolina se viste de cadete y se hace pasar por su hermano Aníbal. Así, con la ayuda de su amigo Enrique y el hermano de Carolina, Pablo intentará descubrir a su supuesta hermana.

## Reparto
- Pedro Infante como Pablo Garza III
- Irasema Dilián como Carolina / Aníbal Sirol
- Alejandro Ciangherotti como Enrique
- Eduardo Alcaraz como Guillermo
- Arturo Soto Rangel como Pablo Garza I
- Elena Julián como Luisa Moran
- Miguel Ángel Ferriz Sr. como señor Sirol
- Lorenzo de Rodas como Carlos
- Enrique Zambrano como Alfredo
- Fanny Schiller como señora Sirol
- Nicolás Rodríguez como el doctor
- Chela Nájera como la profesora
- Salvador Quiroz
- Alejandra Meyer
- Alicia del Lago

## Reconocimientos
Festival Internacional del Cine de San Sebastián de 1957
| Sección         | Resultado |
| Sección oficial | Incluida  |
| --------------- | --------- |